# Veneküla
Veneküla je vesnice v estonském kraji Harjumaa, samosprávně patřící do obce Rae.